# 훗사시
훗사시(일본어: 福生市)는 일본 도쿄도에 있는 시이다.

## 역사
훗사시는 1970년 7월 1일에 설립되었다.

## 지리
도쿄도 서부에 위치한다. 서쪽으로 아키루노시, 남쪽으로 아키시마시, 동쪽으로 다치카와시, 북쪽으로 니시타마군 미즈호정과 접한다.
훗사에는 이웃한 이루마시, 다치카와시와 함께 일본 항공자위대의 주둔지가 있다. 시 동부는 이곳에 사는 사람들의 경제 기반이다. 서쪽은 다마강 기슭으로 많은 공원과 휴양 시설, 자전거 도로가 있다.

## 교통
- 동일본 여객철도
  - 오메선
  - 하치코선
  - 이쓰카이치선

- 세이부 철도
  - 하이지마선

## 인구
| 연도 | 인구   | ±%     |
| ---- | ------ | ------ |
| 1920 | 5,031  | —      |
| 1930 | 6,005  | +19.4% |
| 1940 | 7,921  | +31.9% |
| 1950 | 14,669 | +85.2% |
| 1960 | 21,985 | +49.9% |
| 1970 | 37,938 | +72.6% |
| 1980 | 48,694 | +28.4% |
| 1990 | 58,072 | +19.3% |
| 2000 | 61,427 | +5.8%  |
| 2010 | 59,796 | −2.7%  |
| 2020 | 56,414 | −5.7%  |

## 주요 인물
- 카토 에미리(加藤 英美里)

## 같이 보기
- 요코타 비행장